# Hystrichopogon
Hystrichopogon is een vliegengeslacht uit de familie van de roofvliegen (Asilidae).

## Soorten
- H. hirticeps Hermann, 1906